# Idéal-Bibliothèque

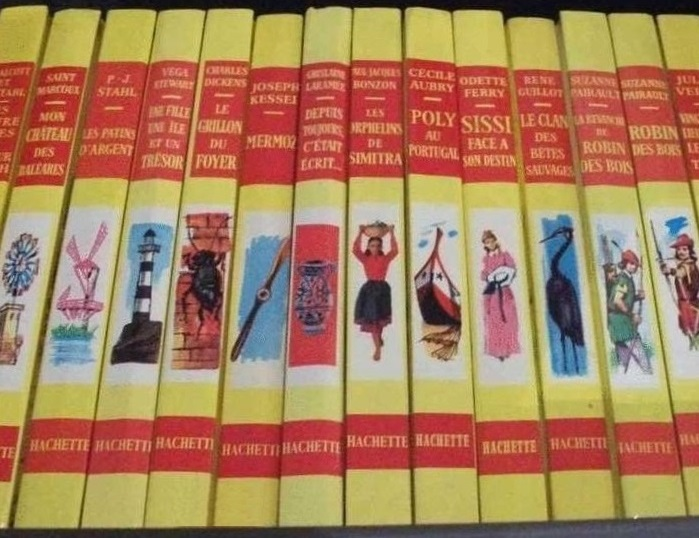
Volumes de la collection « Idéal-Bibliothèque », éditions Hachette.

L'Idéal-Bibliothèque est une collection française de livres créée et éditée par Hachette de 1950 à 1987, destinée aux enfants et préadolescents.

## Genèse
En 1950, Hachette, forte du succès de la collection « Bibliothèque verte », décide de créer une édition de luxe au format plus grand et abondamment illustrée en couleur, qu'elle destine à des lecteurs de la même tranche d'âge que pour la « Bibliothèque verte ».
Un total de 491 titres sera publié entre 1950 et 1986 (dont 377 numérotés) et dont beaucoup seront imprimés en Belgique, certains à Monaco. En outre, 21 titres sont repris avec un nouveau copyright (et nouvel illustrateur), ce qui porte le total à 512.
La collection réédite très souvent des titres déjà parus dans la collection « Bibliothèque verte » : des classiques tels que les romans de Jules Verne et de Louisa May Alcott, des romans sous licence Disney, ou des séries anglo-saxonnes : Alice de Caroline Quine, les romans d'Enid Blyton.
Les titres publiés dans l’Idéal-Bibliothèque proposaient des textes abrégés par rapport à l’œuvre originale ou des adaptations (les mêmes titres publiés dans la Bibliothèque verte comportaient, eux, le texte intégral).
À noter qu'il existe une collection homonyme Idéal-Bibliothèque créée en 1909 par l'éditeur Pierre Lafitte, et reprise par Hachette en 1916 lors du rachat des éditions Lafitte.

## Présentation

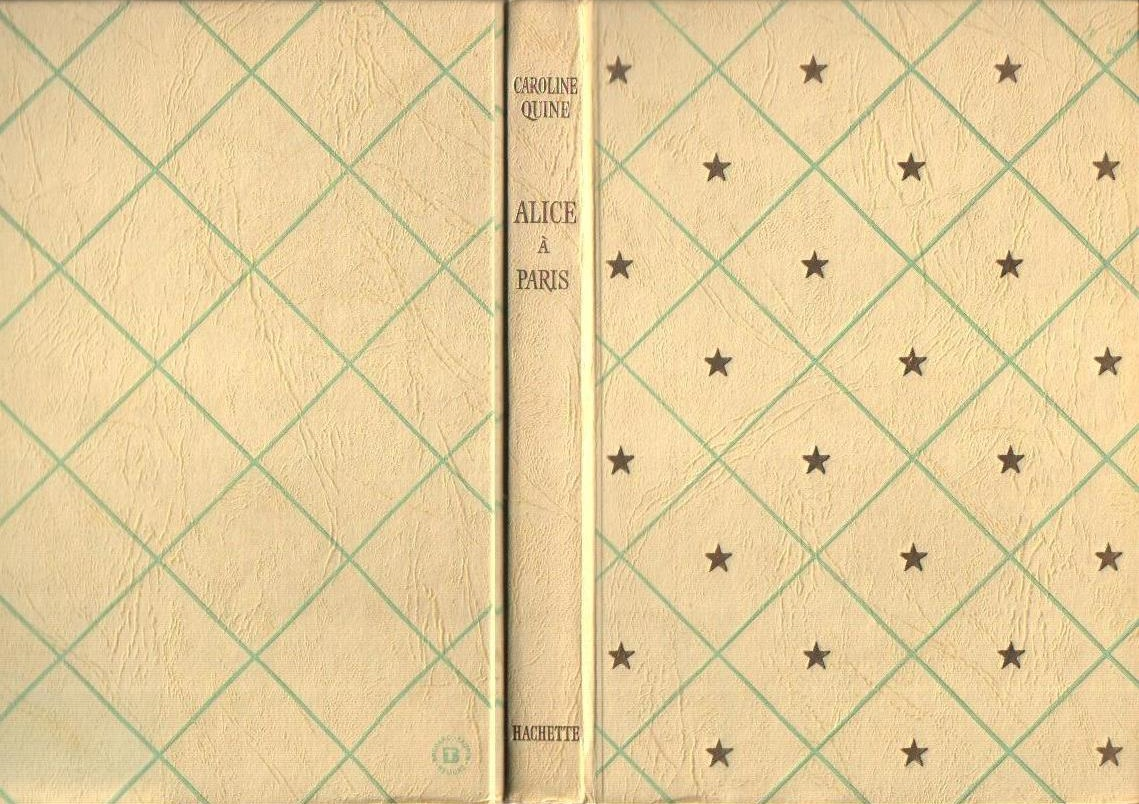
Un volume de la collection « Idéal-Bibliothèque » sans sa jaquette.

L'Idéal-Bibliothèque s'est inspirée d'une collection concurrente à succès, la « Bibliothèque Rouge & Or », créée trois ans plus tôt par les éditions G. P.. L'Idéal-Bibliothèque utilisera le même format et les mêmes couleurs.
Les premiers volumes se présentent sous forme cartonnée In-8, en toile percaline écrue décorée de croisillons contenant des dorures en forme de petites étoiles. Les cahiers sont cousus.
Ils sont enveloppés d'une jaquette en papier illustrée en couleurs, jusqu'en 1969.
Les livres comptent environ 190 pages au papier de qualité, et comportent de nombreuses illustrations : 
- 14 illustrations hors-texte en couleur de pleine page (les dernières éditions n'en compteront plus que neuf)[4]
- Une double page hors-texte illustrée en couleur
- des illustrations in-texte de demi-page en noir et blanc et en couleur
- des culs-de-lampe en fin de chapitre

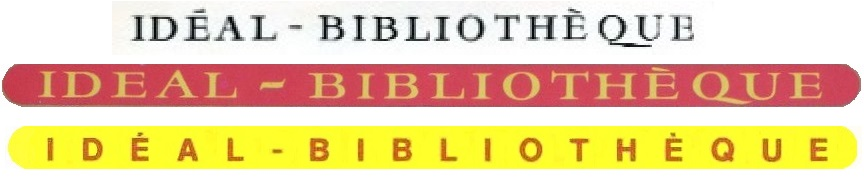
Bandeaux de la collection « Idéal-Bibliothèque »

L’inscription « Idéal-Bibliothèque » figure sur le haut de la couverture : 
- de 1950 à 1955 : en lettres noires sur fond blanc
- de 1955 à 1984 : en lettres jaunes dans un bandeau rouge
- de 1984 à 1987 : en lettres rouges dans un bandeau jaune

De 1950 à 1970, les livres possèderont une jaquette : sur les toutes premières, l'illustration recouvrira l'ensemble de la jaquette. Au cours de l'année 1970, le livre n'est plus relié mais broché, et la jaquette est supprimée : la feuille qui porte l'illustration est désormais pelliculée et thermocollée sur le cartonnage.
À partir de 1984, le design de la couverture est modernisé.
L’Idéal-Bibliothèque compte cinq présentations différentes :
- 1950 à 1955 (1re série) : livre relié avec jaquette sans numéro.
- 1955 à 1970 (2e série) : livre relié avec jaquette numérotée (le no 363 est le dernier dans ce format).
- 1970 à 1971 (3e série) : livre broché sans jaquette, couverture pelliculée, numéroté (no 364 à no 377).
- 1971 à 1984 (4e série) : livre broché sans jaquette, couverture pelliculée, sans numéro.
- 1984 à 1987 (5e série) : livre broché sans jaquette, couverture pelliculée, sans numéro. La présentation et le format varient légèrement selon l'année.

## Liste exhaustive des romans édités
La liste ci-dessous est exhaustive. L’ordre de présentation de la liste (par ordre alphabétique du nom de l'auteur) est le suivant : auteur, titre, date de la 1re édition et dates des rééditions, numéro du livre (si applicable), illustrateur.
1. Anonyme : Aladin et la lampe merveilleuse, 1970 - no 367 - Georges Voǐnesco.
2. Fabio de Agostini : Contre récompense, 1959 - no 172 - Jacques Poirier.
3. Louisa May Alcott, J. P. Stahl : Les Quatre Filles du docteur March, 1950 - André Pécoud.
4. Louisa May Alcott : La Filleule du docteur March, 1960 - no 188 - Albert Chazelle.
5. Louisa May Alcott : Le Docteur March marie ses filles, 1955 - no 91 - Gilles Valdès. Réédité en 1957, 1985.
6. Louisa May Alcott : Gilles et Jacotte, 1962 - no 222 - François Batet.
7. Louisa May Alcott, J. P. Stahl : Rose et ses sept cousins, 1954 (pas de no ) et 1956 (no 19) - Pierre Probst.
8. Louisa May Alcott : Les Vingt Ans de Rose, 1957 - no 139 - Albert Chazelle.
9. May d'Alençon : Pirate malgré moi, 1966 - no 300 - François Batet.
10. Alice d'Andernac : La Petite Fille de la grande étoile, 1957 - no 145 - Albert Chazelle.
11. Andersen : Contes, 1952, 1972 - Micheline Duvergier.
12. Paul Annixter : Un trappeur de quinze ans, 1965 - no 285 - François Batet.
13. André Armandy : Le Trésor des îles Galapagos, 1960 - no 193 - J.-P. Ariel.
14. Cécile Aubry : Poly au Portugal, 1966 - no 301 - Jean Reschofsky.
15. Cécile Aubry : Poly et le secret des sept étoiles, 1966 - no 297 - Jean Reschofsky.
16. Cécile Aubry : Belle et Sébastien : Le Document secret, 1986 - Annie-Claude Martin.
17. Cécile Aubry : Belle et Sébastien : Le Refuge du Grand Baou, 1985.
18. Cécile Aubry : Belle et Sébastien : Le Document secret, 1986 - Annie-Claude Martin.
19. Zachary Ball : Le Chien du shérif, 1965 - no 283 - François Batet.
20. J. M. Barrie : Peter Pan, 1952, 1970 - no 25 - Marianne Clouzot.
21. Georges Bayard : Michel fait du cinéma, 1966 - no 312 - Philippe Daure.
22. Georges Bayard : Michel mène l'enquête, 1965 - no 287 - Philippe Daure.
23. Olivier Beaucaire[5] : La Valise mystérieuse, 1956 - no 115 - Albert Chazelle.
24. Anne Beauchamps : Le Petit Écolier, 1959 - no 171 - François Batet.
25. Anne Beauchamps : Chipie-Boum, 1958 - no 149 - Albert Chazelle.
26. Anne Beauchamps : Joia Bella, 1958 - no 148 - Conjat.
27. Harriet Beecher Stowe : La Case de l’oncle Tom, 1976 - Paul Durand. Réédité en avril 1986, illustré par Jean-Louis Henriot
28. Janine Bernadet : L'Enfant au dahu, 1970 - no 370 - Jacques Pecnard.
29. Denise Bernard : Le Jivaro blanc, 1954 - François Batet.
30. Claude Bessy : Danseuse Étoile, 1961, 1977 - no 204 - François Batet.
31. Jimmy Bisset : Larguez les voiles !, 1962 - no 225 - Jean Reschofsky.
32. Richard D. Blackmore : La Prisonnière du val secret (d'après Lorna Doone), 1957 - no 137 - Jacques Poirier.
33. Enid Blyton : Le Club des Cinq se distingue, 1961 - no 215 - Jeanne Hives.
34. Enid Blyton : Le Club des Cinq en péril, 1962 - no 218 - Jeanne Hives.
35. Enid Blyton : Deux jumelles en pension, 1964 - no 265 - Jacques Poirier. Réédité en 1976.
36. Enid Blyton : Deux jumelles et trois camarades, 1964 - no 268 - Jacques Poirier.
37. Enid Blyton : Deux jumelles et une écuyère, 1965 - no 280 - Jacques Poirier. Réédité en 1977.
38. Enid Blyton : Hourra pour les jumelles !, 1965 - no 292 - Jacques Poirier.
39. Enid Blyton : Claudine et les deux jumelles, 1966 - no 304 - Jacques Poirier.
40. Enid Blyton : Deux jumelles et deux somnambules, 1966 - no 315 - Jacques Poirier. Réédité en 1973.
41. Enid Blyton : Betty la mauvaise tête, 1971 - no 373 - Patrice Harispe.
42. Enid Blyton : Betty s'en va en guerre, 1972 - Patrice Harispe.
43. Enid Blyton : Hourra pour Betty ! , 1973 - Patrice Harispe.
44. Enid Blyton : Le Mystère de la cascade, 1962 - no 236 - Jeanne Hives. Réédité en 1971.
45. Enid Blyton : Le Mystère de la chaloupe verte, 1970 - no 363 - Jacques Fromont.
46. Enid Blyton : Le Mystère de la fête foraine, 1968 - no 348 - Jacques Fromont.
47. Enid Blyton : Le Mystère de la grotte aux sirènes, 1977 - Patrice Harispe.
48. Enid Blyton : Le Mystère de la maison des bois, 1966 - no 313 - Jacques Fromont.
49. Enid Blyton : Le Mystère de la maison vide, 1963 - no 274 - Jacques Fromont. Réédité en 1978.
50. Enid Blyton : Le Mystère de la péniche, 1979 - Patrice Harispe.
51. Enid Blyton : Le Mystère de la rivière noire, 1965 - no 258 - Jeanne Hives.
52. Enid Blyton : Le Mystère de l'ennemi sans nom, 1970 - no 366 - Jacques Fromont.
53. Enid Blyton : Le Mystère de l'hélicoptère, 1963 - no 244 - Jeanne Hives.
54. Enid Blyton : Le Mystère des enveloppes mauves, 1969 - no 356 - Jacques Fromont.
55. Enid Blyton : Le Mystère des sept coffres, 1979 - Patrice Harispe.
56. Enid Blyton : Le Mystère des voisins terribles, 1978 - Patrice Harispe.
57. Enid Blyton : Le Mystère du camion fantôme, 1967 - no 328 - Jacques Fromont.
58. Enid Blyton : Le Mystère du camp de vacances, 1964 - no 262 - Jacques Fromont.
59. Enid Blyton : Le Mystère du caniche blanc, 1969 - no 352 - Jacques Fromont.
60. Enid Blyton : Le Mystère du carillon, 1980 - Patrice Harispe.
61. Enid Blyton : Le Mystère du chat botté, 1967 - no 321 - Jacques Fromont.
62. Enid Blyton : Le Mystère du chat siamois, 1964 - no 272 - Jacques Fromont.
63. Enid Blyton : Le Mystère du collier de perles, 1968 - no 337 - Jacques Fromont.
64. Enid Blyton : Le Mystère du flambeau d’argent, 1978 - Patrice Harispe.
65. Enid Blyton : Le Mystère du golfe bleu, 1962 - no 228 - Jeanne Hives.
66. Enid Blyton : Le Mystère du message secret, 1977 - François Batet.
67. Enid Blyton : Le Mystère du Mondial-Circus, 1963 - no 251 - Jeanne Hives.
68. Enid Blyton : Le Mystère du pavillon rose, 1963 - no 254 - Jacques Fromont.
69. Enid Blyton : Le Mystère du sac magique, 1965 - no 293 - Jacques Fromont.
70. Enid Blyton : Le Mystère du vaisseau perdu, 1960 - no 241 - Jeanne Hives.
71. Enid Blyton : Le Mystère du voleur invisible, 1962 - no 299 - Jacques Fromont.
72. Enid Blyton : Les Six Cousins, 1967 - no 334 - Jacques Fromont.
73. Enid Blyton : Les Six Cousins en famille, 1968 - no 341 - Jacques Fromont.
74. Paul-Jacques Bonzon : Le Viking au bracelet d'argent, 1974 - Moles.
75. Paul-Jacques Bonzon : Le Cheval de verre, 1963 - no 240 - François Batet.
76. Paul-Jacques Bonzon : Les Compagnons de la Croix-Rousse, 1969 - Albert Chazelle. (Réédition en 1976, Robert Bressy).
77. Paul-Jacques Bonzon : La Croix de Santa Anna, 1960 - no 194 - Albert Chazelle.
78. Paul-Jacques Bonzon : Du gui pour Christmas, 1972 - Patrice Harispe. Second Prix Jeunesse en 1953.
79. Paul-Jacques Bonzon : Les Orphelins de Simitra, 1955 - no 102 - Albert Chazelle. Prix "Enfance du Monde" en 1955
80. Paul-Jacques Bonzon : La Princesse sans nom, 1958 - no 152 - J.-P. Ariel.
81. Paul-Jacques Bonzon : Le Petit Passeur du lac, 1956 - no 105 - Jacques Poirier.
82. Paul-Jacques Bonzon : La Promesse de Primerose, 1957, 1973 - no 130 - Paul Durand.
83. Paul-Jacques Bonzon : Soleil de mon Espagne, 1971, no 374 - François Batet.
84. Paul-Jacques Bonzon : Un secret dans la nuit polaire, 1959 - no 178 - Albert Chazelle.
85. Léonce Bourliaguet : Journal vert de Silette, 1961 - no 208 - Paul Durand.
86. Léonce Bourliaguet : Mitou-les-yeux-verts, 1979 - Małgorzata Dzierzawska.
87. José-Marie Bouchet : Cœurs sauvages d'Irlande, 1957 (Prix du Salon de l'Enfance 1957) - no 141 - Jacques Pecnard.
88. Jacques Brécard : Ali-Baba et les Quarante Voleurs, 1955 - no 100 - Jean Reschofsky.
89. Jean de La Brète : Mon oncle et mon curé, 1953, 1965 - no 51 - Albert Chazelle.
90. Marcel Brion : Bayard, 1953 - Jean Reschofsky.
91. Pearl Buck : Le Dragon magique, 1962 - no 230 - Christian Broutin.
92. Anthony Buckeridge : Bennett et Mortimer, 1963 - no 253 - Jean Reschofsky.
93. Anthony Buckeridge : Un ban pour Bennett, 1963 - no 247 - Jean Reschofsky.
94. Anthony Buckeridge : Bennett au collège, 1963 - no 243 - Jean Reschofsky.
95. Anthony Buckeridge : Bennett et sa cabane, 1964 - no 256 - Jean Reschofsky.
96. Anthony Buckeridge : L'Agence Bennett & Cie, 1964 - no 275 - Jean Reschofsky.
97. Anthony Buckeridge : Bennett et la roue folle, 1964 - no 263 - Jean Reschofsky.
98. Anthony Buckeridge : Bennett et le général, 1965 - no 290 - Jean Reschofsky.
99. Anthony Buckeridge : Bennett entre en scène, 1967 - no 324 - Jean Reschofsky.
100. Frances Hodgson Burnett : Petite Princesse, 1981 - Annie-Claude Martin.
101. Frances Hodgson Burnett : Le Petit Lord Fauntleroy, 1977 - Annie Beynel.
102. Reginald Campbell : Poo Lorn l’éléphant, 1952, 1979 - François Batet.
103. Jean-Claude Carrière : Mon oncle. D'après le film de Jacques Tati, 1960 - no 180 - François Batet.
104. Lewis Carroll : Alice au pays des merveilles, 1951, 1965 - no 02 - Michel Gérard.
105. Claude Cénac : Tu seras mon chevalier, 1962 - no 235 - Albert Chazelle.
106. Claude Cernay : L'Homme aux chiens, 1971 - Mixi-Berel.
107. Miguel de Cervantes : Don Quichotte, 1952 - Jacques Pecnard.
108. René Chambe : Hélène Boucher, pilote de France, 1966 - no 310 - J.-P. Ariel.
109. Georges Chaulet : Le Bathyscaphe d'or, 1966 - no 307 - François Batet.
110. Bernard Clavel : Contes et légendes des lacs et rivières, 1986 - Christian Grugeon.
111. Jacqueline Cochran : Aviatrice, 1961 - no 209 - Jean Reschofsky.
112. Colette : La Paix chez les bêtes, 1958, 1961 - no 203 - Jean Reschofsky puis Véronique Cau.
113. Colette : Histoires pour Bel-Gazou, 1958 - no 153 - Jean Reschofsky.
114. Carlo Collodi : Les Aventures de Pinocchio, 1975.
115. Hélène Commin : Le Fils de Lassie, 1954, 1985 - no 40 - Albert Chazelle puis Véronique Cau.
116. Fenimore Cooper : Le Dernier des Mohicans, 1986 - Jean-Louis Henriot.
117. Fenimore Cooper : Le Lac Ontario, 1955 - Henri Dimpre.
118. Jacques-Yves Cousteau, Frédéric Dumas : Le Monde du silence, 1957 - no 214, 1961, 1975 - J.-P. Ariel.
119. Frank Crisp : Le Galion d'or, 1954 - Jean Reschofsky.
120. Frank Crisp : L’Épave mystérieuse, 1955 - no 88 - François Batet.
121. Miss Cummins : L'Allumeur de réverbères, 1953, 1979 - no 47 - Jacques Pecnard.
122. James Oliver Curwood : Les Chasseurs d'or, 1954 - Henri Dimpre.
123. James Oliver Curwood : Le Grizzly, 1952 - Henri Dimpre.
124. James Oliver Curwood : Bari chien-loup, 1955, 1982 - no 21 - Henri Dimpre.
125. James Oliver Curwood : Les Chasseurs de loups, 1953 - Henri Dimpre.
126. Louis Daney : L'Âne bleu, 1952 - Albert Chazelle.
127. Alphonse Daudet : Contes choisis, 1951, 1960 - Pierre Probst.
128. Alphonse Daudet : Contes du lundi, 1955, 1976 - Albert Chazelle.
129. Alphonse Daudet : Lettres de mon moulin, 1952, 1969, 1978 - no 24 - Albert Chazelle puis Annie-Claude Martin.
130. Alphonse Daudet : Tartarin de Tarascon, 1960 - no 191 - Jacques Poirier. Réédité en 1972.
131. Valentine Davies : Le Miracle de la 34e rue, 1953 - Albert Chazelle.
132. Daniel Defoe : Robinson Crusoé, 1951, 1967, 1983 - Félix Lorioux puis par Gavarni.
133. André Demaison : Kallidia, princesse d’Afrique, 1954 - Paul Durand.
134. André Demaison : La Nouvelle Arche de Noé, 1951- Jacques Nam.
135. Denis-François : Courageuse Catherine, 1955 - no 85 - Albert Chazelle. Réédité en 1960.
136. Denis-François : Catherine et les cinq frères, 1963 - no 242 - Albert Chazelle.
137. Denis-François : Catherine au chalet des neiges, 1957 - no 127 - Albert Chazelle.
138. Denis-François : Catherine et les chiens perdus, 1959 - no 169 - Albert Chazelle.
139. Denis-François : La Croisière de Catherine, 1961 - no 210 - Albert Chazelle.
140. Maria Denneborg : Grisella le petit âne, 1957 - no 131 - J.-P. Ariel.
141. Jean-Claude Deret : Les Premières Armes de Thierry la Fronde, 1967 - no 329.
142. Jean-Claude Deret : Thierry la Fronde : Les chevaliers de Sologne, 1966 - no 305 - François Batet.
143. Charles Dickens : Les Aventures de M. Pickwick, 1978.
144. Charles Dickens : David Copperfield, 1953 - Jacques Pecnard.
145. Charles Dickens : Le Grillon du foyer, 1973 - Annie Beynel.
146. Monica Dickens : Le Ranch de Follyfoot[6], 1972.
147. Diélette : Florence mène le jeu, 1958 - no 156 - Albert Chazelle.
148. Diélette : Laurette et la fille des pharaons, 1956 - no 122 (Prix du Salon de l'Enfance 1956) - Albert Chazelle.
149. Diélette : Norah joue et gagne, 1957 - no 133 - François Batet.
150. Diélette : Norah et l'automate, 1958 - no 164 - François Batet.
151. Eilis Dillon : Le Mystère du San Sebastian, 1955 - no 92 - Jacques Poirier.
152. Walt Disney : Annette dans la sierra[7], 1967 - no 330 - François Batet.
153. Walt Disney : Les Aristochats, 1971 - no 379.
154. Walt Disney : Blanche-Neige et les sept nains, d’après S. Grimm, 1973.
155. Walt Disney : Davy Crockett, 1957 - no 121 - Henri Dimpre.
156. Walt Disney : Davy Crockett et les pirates, 1957, no 135 - Henri Dimpre.
157. Walt Disney : Davy Crockett, roi des trappeurs, 1956, 1962, 1976 - no 121 - Henri DImpre.
158. Walt Disney : Le Serment de Davy Crockett, 1957 - no 143 - Henri DImpre.
159. Walt Disney : Le Livre de la jungle, Récit du film de Walt Disney d'après Rudyard Kipling, 1968 - no 346.
160. Walt Disney : Mickey au pays du géant, 1980.
161. Walt Disney : Mickey superstar, 1979.
162. Walt Disney : La Revanche de Pablito[8], 1957 - no 140 - François Batet.
163. Walt Disney : Taram et le Chaudron magique, 1985.
164. Walt Disney : Zorro, 1959 - no 176 - François Batet. Réédité en 1972.
165. Walt Disney : L'Épée de Zorro, 1975 - François Batet.
166. Walt Disney : Zorro contre le gouverneur, 1974 - François Batet.
167. Walt Disney : Zorro arrive !, 1971 - no 372 - François Batet.
168. Walt Disney : Zorro et le sergent Garcia, 1972 - François Batet.
169. Walt Disney : Zorro et le trésor du Pérou, 1973 - François Batet.
170. Walt Disney : Le Retour de Zorro, 1972 - François Batet.
171. Mary Mapes Dodge[9] : Les Patins d'argent (adapté par P.-J. Stahl), 1955 - no 96 - Marianne Clouzot. Réédité en 1963, 1980.
172. Minou Drouet : La Flamme rousse, 1968, 1978 - no 347 - Daniel Billon.
173. Alexandre Dumas : Le Chevalier de Maison-Rouge, 1972 - Jacques Poirier.
174. Alexandre Dumas : Les Trois Mousquetaires (2 tomes), 1955, 1961, 1974 - no 15 et no 16 - Jean Reschofsky.
175. Gerald Durrell : Rosy l'éléphante, 1971 - no 376 - Françoise Pichard.
176. C. Duval : Mon Parachute et moi, 1961 - no 206 - Jean Reschofsky.
177. Elsie : Mon grand ami Jan, 1963 - no 249 - Jacques Fromont.
178. Erckmann-Chatrian[10] : L'Ami Fritz, 1954, 1967, 1978 - Jacques Pecnard.
179. Jean d'Esme : Leclerc, 1950, 1952, 1956 - no 03 - Albert Brenet.
180. Walter Farley : L'Etalon noir, 1979.
181. Odette Ferry : Sissi face à son destin, 1973, 1980 - no 181 - Paul Durand.
182. Odette Ferry : Sissi jeune fille, 1958 - no 155 - Paul Durand. Réédité en 1973.
183. Odette Ferry : Sissi impératrice, 1959, 1971, 1985 - no 174 - Paul Durand.
184. Marie-Louise Fischer : Nicole avec nous ! , 1963 - no 250 - Graziella Sarno.
185. Marie-Louise Fischer : Tessa la Fanfaronne, 1965 - no 276 - François Batet.
186. Jean de La Fontaine : Fables, 1958 - no 162 - Jean-Louis Henriot. Réédité en 1983.
187. Jeanne Fournier-Pargoire : Petite Princesse, 1981 - Annie-Claude Martin.
188. George Cory Franklin : Au Pays des cinq rivières, 1952 - Pierre Probst.
189. George Cory Franklin : La Piste fauve, 1956 - Pierre Probst.
190. Steve Frazee : Alamo, le fort des dernières cartouches, 1962 - no 219 - François Batet.
191. Frank et Ernestine Gilbreth : Six Filles à marier, 1958 - no 150 - Paul Durand.
192. Frank et Ernestine Gilbreth : Treize à la douzaine, 1958, 1975 - no 99 - Paul Durand.
193. Fred Gipson : Fidèle Vagabond, 1959 - no 166 - Henry Blanc d'après le film de Walt Disney.
194. Fred Gipson : Sam chien du Texas, 1964 - no 261 - François Batet.
195. Général Giraud : Mes évasions, 1952 - Pierre Couronne.
196. Linda Gray : Hélène aux feux de la rampe, 1965 - no 277 - François Batet.
197. Linda Gray : Hélène ballerine, 1964 - no 266 - François Batet.
198. Ward Greene : Les Aventures de Lady, 1956 (d'après La Belle et le clochard, de Walt Disney).
199. Nanine Grüner : L'Énigme du trèfle, 1954 - Albert Chazelle.
200. René Guillot : Anne et le roi des chats, 1959 - no 170 - J.-P. Ariel.
201. René Guillot : La Belle au bois-doré, 1967 - no 326 - Michel Jouin.
202. René Guillot : Le Clan des bêtes sauvages, 1969 - no 351 - Michel Jouin.
203. René Guillot : Crin-Blanc - D'après le film d'Albert Lamorisse, 1959, 1979, 1984 - no 163 - Jean Reschofsky.
204. René Guillot : L'Équipage du grand Marc, 1968 - no 345 - Philippe Daure.
205. René Guillot : Le Grand Marc et les aigles noirs, 1965 - no 289 - Philippe Daure.
206. René Guillot : Fodé Koro et les Hommes-Panthères, 1966 - no 311 - Michel Jouin.
207. René Guillot : Fonabio et le Lion, 1963 - no 239 - J.-P. Ariel.
208. René Guillot : Grichka et les loups, 1960 - no 183 - J.-P. Ariel. Réédité en 1979.
209. René Guillot : Grichka et les Turbans Jaunes, 1964 - no 267 - J.-P. Ariel.
210. René Guillot : Grichka et son ours, 1958 - no 151 - J.-P. Ariel.
211. René Guillot : La Marque de Grichka, 1962 - no 223 - J.-P. Ariel.
212. René Guillot : Mademoiselle de Mortagne, 1970 - no 364 - Philippe Daure.
213. René Guillot : Marjolaine et le Troubadour, 1961 - no 202 - J.-P. Ariel.
214. René Guillot : Red Kid de l'Arizona, 1959 - no 179 - François Batet.
215. René Guillot : Tireli, roi des rossignols, 1969 - no 357 - Christian Broutin.
216. René Guillot : Le Torero de Cordoue, 1969 - no 358 - François Batet.
217. René Guillot : Trois Filles et un secret, 1960 - no 192 - J.-P. Ariel.
218. René Guillot : Un château en Espagne, 1966 - no 303 - Philippe Daure.
219. René Guillot : Un petit chien va dans la lune, 1970 - no 361 - Jacques Poirier.
220. René Guillot : Le Voyage en ballon, 1962 - no 237 - Jean Reschofsky.
221. René Hardy : L'Aigle et le Cheval, 1964 - no 259 - Jean Reschofsky.
222. Marguerite Henry : Misty, le poney de l'île sauvage, 1967 - no 320 - François Batet.
223. Marguerite Henry : Un poney dans la tempête, 1969 - no 354 - François Batet.
224. Thor Heyerdahl : L'Expédition du Kon-Tiki, 1962, 1973 - no 231 - Jean Reschofsky.
225. James Hilton : Au revoir M. Chips, 1969 - Jacques Pecnard.
226. Alfred Hitchcock : Au rendez-vous des revenants, 1956, 1966 - no 308 - Jacques Poirier.
227. Alfred Hitchcock : Le Perroquet qui bégayait, 1967 - no 325 - Jacques Poirier.
228. Alfred Hitchcock : Quatre Mystères, 1965 - no 281 - Jacques Poirier.
229. Victor Hugo : Cosette, 1956, 1973, 1983 - no 159 ? no 123 - Philippe Daure puis Annie-Claude Martin.
230. Victor Hugo : Gavroche, 1963 - 1985 - Jacques Pecnard puis Annie-Claude Martin.
231. Victor Hugo : Jean Valjean, 1959, 1963 no 159? no 238, 1979 - Jacques Poirier.
232. Victor Hugo : Quatrevingt-treize - Les Trois Enfants, 1959 - no 161 - Jean Reschofsky. Réédité en 1972.
233. Marcel d’Isard : Sissi et la valse de Strauss, 1976 - Paul Durand.
234. Marcel d’Isard : Le Palais de Sissi, 1977, 1986 - Paul Durand.
235. Marcel d’Isard : Le Grand Voyage de Sissi, 1981 - Annie-Claude Martin.
236. Marcel d’Isard : Sissi en Bavière, 1978 - Annie-Claude Martin.
237. Marcel d’Isard : Sissi au Tirol, 1978 - Annie-Claude Martin.
238. Madeleine Jean : Un jour de ma vie, 1955 - Simone Baudoin.
239. Yette Jeandet : Le Rendez-vous de la Saint-Sylvestre, 1960 - no 187 - Albert Chazelle.
240. Yette Jeandet : Une chanson dans la neige, 1962 - no 224 - Albert Chazelle.
241. Jerome K. Jerome : Trois hommes dans un bateau, 1979 - Françoise Pichard
242. Erich Kaestner[11] : Émile et les Détectives, 1955 (sans no ), réédité en 1958 - no 84 - Paul Durand.
243. Joseph Kessel : Mermoz, 1951 - no 14 - Roger Parry.
244. Rudyard Kipling : Capitaine courageux, 1955 - no 95 - Jean Reschofsky.
245. Eric Knight : Lassie, chien fidèle, 1952, 1984 - Albert Chazelle puis Jean-Paul Colbus.
246. Évelyne Lallemand : Sissi et le sultan, 1986 - Annie-Claude Martin.
247. Évelyne Lallemand : Sissi à Madère, 1983 - Annie-Claude Martin.
248. Raymond Lambert et Claude Kogan : Record à l’Himalaya, 1963 - no 245 - Jean Reschofsky.
249. Ghislaine Laramée : Depuis toujours, c'était écrit... , 1974 - Annie-Claude Martin.
250. Odette Larrieu : Le Roman de Renard, 1961 - no 217 - Romain Simon.
251. L. N. Lavolle : Le Bois des Quatre-Vents, 1966 - no 302 - Maurice Pelfrène.
252. L. N. Lavolle : L'Évadé de Carthage - Jacques Pecnard.
253. Claude Laydu : Nounours aux Jeux olympiques, 1968 - no 335 - Romain Simon.
254. Molly Lefébure : L'Extravagante Expédition de Beau-Minet, 1968 - no 369 - Jean Sidobre.
255. Molly Lefébure : Treize Chats en colère, 1970 - Jean Sidobre.
256. Nicole Lesueur : Les Oiseaux d'Eléna, 1967 - no 316 - Philippe Daure.
257. C. S. Lewis : Le Lion et la Sorcière blanche, 1952 - Romain Simon.
258. C. S. Lewis : Prince Caspian, 1953 - no 55 - Romain Simon.
259. Willis Lindquist : Le Petit Cornac, 1956 - no 111 - François Batet.
260. Hugh Lofting : Le Docteur Dolittle, 1968 - Illustré par l'auteur.
261. Hugh Lofting : L'Extravagant Docteur Dolittle, 1967 - no 332 - Illustré par l'auteur.
262. Hugh Lofting : Le Cirque du Docteur Dolittle, 1967 - no 333 - Illustré par l'auteur.
263. Hugh Lofting : Le Docteur Dolittle, roi de la piste, 1968 - no 339 - Illustré par l'auteur.
264. Hugh Lofting : Les Voyages du Docteur Dolittle, 1968 - no 342 - Illustré par l'auteur.
265. Hugh Lofting : Le Docteur Dolittle chez les Peaux Rouges, 1968 - no 344 - Illustré par l'auteur.
266. Ernst Löhndorff : Chasseur d'orchidées, 1955 - Jean Reschofsky.
267. Y. M. Loiseau : Le Mur du froid, 1971 - Yvon le Gall.
268. Jack London : Croc-Blanc, 1952, 1977, 1985 - no 23 - Henri Dimpre puis Victor de la Fuente.
269. Jack London : Jerry dans l'île, 1952 - no 29 - Henri Dimpre.
270. Jack London : La croisière du « Snark », 1953 - Paul Durand.
271. Jack London : Michaël, chien de cirque, 1953 - Henri Dimpre.
272. Jack London : Contes des mers du sud, 1952 - no 22 - Henri Dimpre.
273. Pierre Loti : Pêcheur d'Islande, 1974 - Jacques Poirier.
274. Pierre Loti : Ramuntcho, 1954 - Jacques Pecnard.
275. Betty Mac Donald : L'Œuf et moi, 1959 - no 175 - Jacques Poirier.
276. Jean Madeleine : Un jour de ma vie, 1955 - no 103 - Simone Baudoin.
277. Hector Malot : Sans Famille (2 tomes), 1954, 1964, 1977 - no 12 et no 13 - Marianne Clouzot.
278. Hector Malot : En Famille (2 tomes), 1952, 1959 - no 32 et no 33 - Albert Chazelle.
279. Hector Malot : La Petite Sœur, 1954 - Albert Chazelle.
280. Edison Marshall : La Guerre des phoques, 1954 - Paul Durand.
281. Edison Marshall : Les Robinsons de l'Alaska, 1953 - Paul Durand.
282. François Mauriac : Le Drôle, 1961 - no 212 - Jean Reschofsky.
283. Gabriel Maurière : Peau-de-Pèche, 1958 - no 165 - Jacques Pecnard.
284. Claire Mayras : Sissi en Irlande, 1985.
285. Herman Melville : Moby Dick, 1954 - Paul Durand.
286. A. A. Milne : Winnie l'Ourson, 1967 - no 318 - Walt Disney.
287. Thalie de Molènes : Cent amis pour Matilda, 1966 - no 295 - Maurice Paulin.
288. Thalie de Molènes : François et la Petite Tahitienne, 1956 - no 110 - Paul Durand.
289. Thalie de Molènes : Le Lagon aux perles, 1959 - no 168 - Paul Durand.
290. M. Moreau-Bellecroix : Le Perroquet pourpre, 1955 - no 87 - Jacques Pecnard.
291. Walt Morey : Le Grand Ours et l'enfant[12], 1968 - no 336 - Philippe Daure.
292. Jean Muray : Davy Crockett, roi des trappeurs, 1976.
293. Jean Muray : Le Serment de Davy Crockett, 1957 - no 143 - Henri Dimpre. Présenté par Walt Disney.
294. Jean Muray : Un guet-apens pour Davy Crockett, 1960 - no 186 - Henri Dimpre.
295. Jean Muray : La Charge de la brigade légère, 1956 - no 106 - Jean Reschofsky.
296. Jean Muray : Les Premiers Exploits de Fanfan la Tulipe, 1957 - no 126 - J.-P. Ariel.
297. Jean Muray : Le Marchand de Venise (D'après William Shakespeare), 1957 - no 125 - Jean Reschofsky.
298. Jean-François Norcy : Les Sept Compères au bord de l'eau, 1964 - no 257 - Jacques Fromont.
299. Mary Norton : L'Étrange Histoire de l'apprentie sorcière, 1972 - François Batet.
300. Anne Olivier : Catherine, princesse captive, 1956 - no 108 - Gilles Valdès.
301. Minne Orange : Dominique et les enfants du soir, 1958 - no 146 - Gilles Valdès.
302. Baronne Orczy : Le Mouron rouge, 1955 - no 98 - Paul Durand.
303. Baronne Orczy : Les Nouveaux Exploits du Mouron Rouge, 1956, 1963 - no 107 - Paul Durand.
304. Suzanne Pairault : Lassie chez les bêtes sauvages, 1978 - Adapté d'après le roman de Steve Frazee - Françoise Boudignon.
305. Suzanne Pairault : Lassie dans la vallée perdue, 1958, 1974 - Adapté d'après le roman de Doris Schroeder - Françoise Boudignon.
306. Suzanne Pairault : Lassie dans la tourmente, 1971 - Adapté d'après le roman de I. G. Edmonds - Françoise Boudignon.
307. Suzanne Pairault : Lassie donne l’alarme, 1967, 1979 - Françoise Boudignon.
308. Suzanne Pairault : Lassie et les lingots d'or, 1972 - Adapté d'après le roman de Steve Frazee - Françoise Boudignon.
309. Suzanne Pairault : Lassie et Priscilla, 1958 - no 160 - Albert Chazelle.
310. Suzanne Pairault : Lassie et Joe, 1956 - no 101 - Albert Chazelle.
311. Suzanne Pairault : La Fortune de Véronique, 1954 - Jeanne Hives.
312. Suzanne Pairault : Le Rallye de Véronique, 1957 - no 128 - Albert Chazelle. Prix de la Joie en 1958 décerné par l'Allemagne.
313. Suzanne Pairault : Véronique à la barre, 1967 - no 317 - Albert Chazelle.
314. Suzanne Pairault : Véronique à Paris, 1961 - no 205 - Albert Chazelle.
315. Suzanne Pairault : Véronique en famille, 1955 - no 94 - Albert Chazelle.
316. Suzanne Pairault : Arthur et l'enchanteur Merlin, 1965 - no 278 - J.-P. Ariel.
317. Suzanne Pairault : Liselotte et le secret de l'armoire, 1964 - no 273 - Jacques Poirier.
318. Suzanne Pairault : Un ami imprévu, 1963 - no 255 - Albert Chazelle.
319. Suzanne Pairault : Robin des Bois, 1953, 1957 - no 43 - François Batet.
320. Suzanne Pairault : Robin des Bois et la flèche verte, 1962, 1974 - no 234 - François Batet.
321. Suzanne Pairault : La Revanche de Robin des Bois, 1958, 1974 - no 154 - François Batet.
322. Suzanne Pairault : Sissi et le fugitif, 1962 - no 226 - Paul Durand. Réédité en 1983.
323. Suzanne Pairault : Sissi petite reine, 1965 - no 284 - Jacques Fromont. Réédité en 1976, 1980.
324. Suzanne Pairault : Vellana, jeune Gauloise, 1960 - no 196 - Albert Chazelle.
325. Paluel-Marmont : La Merveilleuse Aventure de Jeanne d'Arc, 1956 - no 109 - J.-P. Ariel.
326. Paluel-Marmont : La Petite Saharienne, 1955 - no 89 - Paul Durand.
327. Paluel-Marmont : Fille de gitans, 1957 - no 129 - Philippe Daure.
328. Howard Pease : La Malle de San Francisco, 1954 - Jean Reschofsky.
329. Charles Perrault : Contes, 1955 - Marianne Clouzot. Réédité en 1965 no 89 et no 294.
330. Hans Peterson : Eric et l'écureuil, 1961 - no 207 - François Batet.
331. Joseph Peyré : L'Escadron blanc, 1954 - no 59 - Paul Durand.
332. Christian Pineau : La Bête à bêtises, 1965 - no 279 - Marianne Clouzot.
333. Christian Pineau : Contes de je ne sais quand, 1952 - Marianne Clouzot.
334. Christian Pineau : Cornerousse le mystérieux, 1957 - no 138 - Marianne Clouzot.
335. Christian Pineau : Histoires de la forêt de Bercé, 1958 - no 157 - Marianne Clouzot.
336. Christian Pineau : Le Loup et la Trompette, 1972 - Georges Beuville.
337. Christian Pineau : La Marelle et le Ballon, 1962 - no 227 - Marianne Clouzot.
338. Christian Pineau : L'Ourse aux pattons verts, 1956 - no 120 - Marianne Clouzot.
339. Christian Pineau : La Planète aux enfants perdus, 1960 - no 182 - Marianne Clouzot.
340. Christian Pineau : Plume et le Saumon, 1954 - Marianne Clouzot.
341. Christian Pineau : Le Roi mage et le Père Noël, 1968 - no 338 - Marianne Clouzot.
342. Alexandre Pouchkine : La Fille du capitaine, 1975 - Jacques Pecnard.
343. Caroline Quine : Alice à Paris, 1968 - no 340 - Albert Chazelle.
344. Caroline Quine : Alice au bal masqué, 1965 - no 291 - Albert Chazelle.
345. Caroline Quine : Alice au camp des biches, 1967 - no 327 - Albert Chazelle.
346. Caroline Quine : Alice au Canada / Alice chercheuse d'or, 1965 - no 286 - Albert Chazelle.
347. Caroline Quine : Alice au manoir hanté, 1981 (pas de no ) - Jean Sidobre.
348. Caroline Quine : Alice au ranch, 1971 - no 375 - Albert Chazelle.
349. Caroline Quine : Alice aux îles Hawaï, 1972 (pas de no ) - Albert Chazelle.
350. Caroline Quine : Alice dans l'île au trésor, 1979 (pas de no ) - Jean-Louis Mercier.
351. Caroline Quine : Alice détective, 1973 (pas de no ) - Albert Chazelle.
352. Caroline Quine : Alice écuyère, 1966 - no 314 - Albert Chazelle.
353. Caroline Quine : Alice en Écosse, 1966 - no 296 - Albert Chazelle.
354. Caroline Quine : Alice et la Pantoufle d'hermine, 1978 (pas de no ) - Jean-Louis Mercier.
355. Caroline Quine : Alice et la Pierre d'onyx, 1970 - no 365 - Albert Chazelle.
356. Caroline Quine : Alice et la Statue qui parle, 1967 - no 323 - Albert Chazelle.
357. Caroline Quine : Alice et l'Ombre chinoise, 1977 (pas de no ) - Jean-Louis Mercier.
358. Caroline Quine : Alice et le Carnet vert, 1978 (pas de no ) - Jean-Louis Mercier.
359. Caroline Quine : Alice et le Corsaire, 1969 - no 355 - Albert Chazelle.
360. Caroline Quine : Alice et le Chandelier, 1971 (pas de no ) - Albert Chazelle.
361. Caroline Quine : Alice et le Dragon de feu, 1964 - no 264 - Albert Chazelle.
362. Caroline Quine : Alice et le Fantôme, 1970 - no 367 - Albert Chazelle.
363. Caroline Quine : Alice et le Flibustier, 1977 (pas de no ) - Jean-Louis Mercier.
364. Caroline Quine : Alice et le Mannequin, 1974 (pas de no ) - Albert Chazelle.
365. Caroline Quine : Alice et le Médaillon d'or, 1968 - no 343 - Albert Chazelle.
366. Caroline Quine : Alice et le Pickpocket, 1976 (pas de no ) - Jean-Louis Mercier.
367. Caroline Quine : Alice et le Pigeon voyageur, 1980 (pas de no ) - Jean Sidobre.
368. Caroline Quine : Alice et le Talisman d'ivoire, 1980 (pas de no ) - Guy Maynard.
369. Caroline Quine : Alice et le Tiroir secret, 1979 (pas de no ) - Daniel Billon.
370. Caroline Quine : Alice et le Vison, 1976 (pas de no ) - Jean-Louis Mercier.
371. Caroline Quine : Alice et les Chats persans, 1966 - no 306 - Albert Chazelle.
372. Caroline Quine : Alice et les Chaussons rouges, 1975 (pas de no ) - Guy Maynard.
373. Caroline Quine : Alice et les Contrebandiers, 1973 (pas de no ) - Albert Chazelle.
374. Caroline Quine : Alice et les Diamants, 1972 (pas de no ) - Albert Chazelle.
375. Caroline Quine : Alice et les Plumes de paon, 1965 - no 282 - Albert Chazelle.
376. Caroline Quine : Alice et les Trois Clefs, 1975 (pas de no ) - Guy Maynard.
377. Caroline Quine : Quand Alice rencontre Alice, 1969 - no 350 - Albert Chazelle.
378. Lucie Rauzier-Fontayne : Les Amis de Blanche-Epine, 1962 - no 221 - Albert Chazelle.
379. Lucie Rauzier-Fontayne : La Chanson merveilleuse, 1963 - no 246 - François Batet.
380. Lucie Rauzier-Fontayne : L'Invitée de Camargue, 1956 - no 118 - François Batet.
381. Lucie Rauzier-Fontayne : La Maison du chèvrefeuille, 1957 - no 136 - François Batet.
382. Lucie Rauzier-Fontayne : La Mission de Jeannou, 1957 - no 144 - Philippe Daure.
383. Lucie Rauzier-Fontayne : Le Rêve de Caroline, 1955 - no 82 - Albert Chazelle. Réédité en 1956.
384. Lucie Rauzier-Fontayne : Le Sourire de Brigitte, 1960 - no 199 - François Batet.
385. Lucie Rauzier-Fontayne : La Troupe Jéromisi, 1953 - no 41 - Albert Chazelle.
386. Gaston Rébuffat : Un guide raconte… , 1964 - no 271 - Michel Jouin.
387. Jeanne de Recqueville : Bergère en crinoline, 1957 - no 142 - Philippe Daure.
388. Jeanne de Recqueville : Kapitan Pacha, 1954 - Jacques Poirier.
389. Robert Reilly : Le Prince de Donegal, 1967 - no 322 - Philippe Daure
390. Conrad Richter : La Piste indienne, 1959 - no 177 - Paul Durand.
391. H. Rider Haggard : La Fille de Montezuma, 1954 - Jean Sidobre.
392. H. Rider Haggard : Les Mines du roi Salomon, 1952 - Pierre Couronne.
393. Edmond Rostand : Cyrano de Bergerac, 1951, 1973 - Philippe Ledoux puis Françoise Pichard.
394. Louis Rousselet : Le Tambour de Royal-Auvergne, 1953 - Jean Reschofsky.
395. Louis-Frédéric Rouquette : Le Grand Silence blanc, 1980 - Antoine Zuber.
396. Margaret Ruthin : Une amazone de quinze ans, 1956 - no 104 - Jean Reschofsky.
397. Margaret Ruthin : Infirmiere dans la jungle, 1958 - no 147 - François Batet.
398. Rafael Sabatini : Scaramouche, 1955 - no 93 - Jacques Pecnard.
399. Antoine de Saint-Exupéry : Pilote de guerre, 1957 - no 132 - Jean Reschofsky.
400. Antoine de Saint-Exupéry : Terre des Hommes, 1962 - no 220 - Jacques Poirier.
401. Antoine de Saint-Exupéry : Vol de nuit, 1956 - no 112 - Jean Reschofsky.
402. Saint-Marcoux : La Guitare andalouse, 1968 - no 349 - François Batet.
403. Saint-Marcoux : Le Château d'algues, 1969 - no 353 - Michel Jouin.
404. Saint-Marcoux : Mon château des Baléares, 1973 - Jacques Pecnard.
405. Saint-Marcoux : Le Voleur de lumière, 1970 - François Batet.
406. Saint-Marcoux : Le Temps d'une chanson, 1973 - François Carage.
407. Felix Salten : Perri l'écureuil, 1958 - no 158 - Henry Blanc d'après le film de Walt Disney.
408. Felix Salten : Bambi le chevreuil, 1956, 1969 - no 119 - Henry Blanc d'après les images de Walt Disney.
409. Felix Salten : Les Enfants de Bambi le chevreuil, 1956, 1969 - no 167 - Jeanne Hives d'après Walt Disney.
410. George Sand : La Petite Fadette, 1985.
411. George Sand : Les Beaux Messieurs de Bois-Doré, 1976 - Annie-Claude Martin.
412. Claude Santelli : Deux Enfants à travers la France, 1960 - no 195 - Jean Reschofsky.
413. Walter Scott : Ivanhoé, 1966, 1980 - no 197 - François Batet.
414. Walter Scott : Quentin Durward, 1971 - no 371 - Jean Lefèvre.
415. Walter Scott : Rob Roy, 1973 - no 63 - Jean Reschofsky.
416. Olivier Séchan : Allô, Luc ? Ici, Martine... , 1959 - no 173 - François Batet.
417. Olivier Séchan : Luc et Martine à la tour blanche, 1961 - no 216 - François Batet.
418. Olivier Séchan : Luc et Martine font équipe, 1960 - no 189 - François Batet.
419. Thierry Séchan : Sissi la sauvageonne, 1979 - Annie-Claude Martin.
420. Thierry Séchan : Sissi à Venise, 1983 - Annie-Claude Martin.
421. Comtesse de Ségur : Les Malheurs de Sophie, 1951 - André Pécoud.
422. William Shakespeare : Le Marchand de Venise, 1957 - no 124 - Jean Reschofsky.
423. Margery Sharp : Bernard et Bianca : Au secours de Penny, 1977 - Annie-Claude Martin.
424. Margery Sharp : Bernard et Bianca : Les Sauveteurs, 1977 - Annie-Claude Martin.
425. Margery Sharp : Bernard et Bianca : Le Prisonnier de la tour, 1978.
426. Margery Sharp : Bernard et Bianca : Le Brave des braves, 1979 - Annie-Claude Martin.
427. Barry Smith : Les 101 Dalmatiens (Plus on est de chiens…), 1960 - no 185 - Jean Reschofsky.
428. Dodie Smith : La Grande Nuit des Dalmatiens, 1972 - no 359 - Jacques Poirier.
429. Dodie Smith : Les 101 Dalmatiens, 1980 - Jean Reschofsky.
430. Gilberte Sollacaro : Bivouac, mon ami, 1956 - no 114 - Pierre Probst.
431. Odette Sorensen : La Prison sous les arbres, 1976 - Paul Durand.
432. Robert-Louis Stevenson : L'Évadé d’Édimbourg, 1954 - Henri Faivre.
433. Robert-Louis Stevenson : L’Île au trésor, 1954, 1963, 1985 - no 17 - Illustré d'après le film de Walt Disney par Alexis Oussenko puis par J. L. Henriot.
434. G. B. Stern : Quatre Bassets pour un danois, 1967 - no 319 - Jacques Poirier.
435. Vega Stewart : Une fille, une île et un trésor[13], 1974 - Daniel Dupuy.
436. Jonathan Swift : Les Voyages de Gulliver, 1954, 1973, 1980 - Jean Reschofsky.
437. Kylie Tennant : La Caverne de l'île au trésor, 1956 - no 117 - J.-P. Ariel puis Henri Faivre.
438. Marguerite Thiébold : Deux garçons de nulle part, 1962 - no 233 - Albert Chazelle.
439. Marguerite Thiébold : La Fleur du Mékong, no 1961 - n°200 - Jean Reschofsky.
440. Marguerite Thiébold : Le Maître de Nordfjord, 1953 (pas de no ) - Albert Chazelle.
441. Marguerite Thiébold : Le Traineau de Manuela, 1964 - no 270 (Grand prix du salon de l’enfance 1964) - Gaston de Sainte-Croix.
442. Georges G. Toudouze : Pierrette la Téméraire, 1956 - no 116 - Françoise Bertier.
443. Pamela L. Travers : Mary Poppins, 1963 - no 248 - Jean Reschofsky.
444. Pamela L. Travers : Le Retour de Mary Poppins, 1964 - no 269 - Jean Reschofsky.
445. Pamela L. Travers : Les Bonnes Idées de Mary Poppins, 1965 - no 288 - Texte français de Vladimir Volkoff - Jean Reschofsky.
446. Pamela L. Travers : Mary Poppins en promenade, 1966 - no 298 - Texte français de Vladimir Volkoff - Jean Reschofsky.
447. Jacques Trémolin : Ces bêtes que j'aime, 1986 - Jean-Louis Henriot.
448. Jacques Trémolin : Des bêtes pas si bêtes !, 1981 - Jean-Louis Henriot.
449. Jacques Trémolin : Mes plus belles histoires d'animaux, 1979 - Jean-Louis Henriot.
450. Jacques Trémolin : Simples Histoires de bêtes : le chien d'accueil, 1982.
451. Jacques Trémolin : Simples Histoires de bêtes no 2 : la carpe du lac de Constance, 1983 - Jean-Louis Henriot.
452. Jacques Trémolin : La Vie privée des dinosaures, 1984 - Jean-Louis Henriot.
453. James Ramsey Ullmann : La Cordée magnifique, 1960 - no 184 - François Batet.
454. Maurice Vauthier : Quand chantera l'oiseau Quetzal, 1961 - no 211 - Maurice Vauthier.
455. Maurice Vauthier : La Planète Kalgar, 1966 - no 309 - Jean Reschofsky.
456. Joseph Velter : Grandes Chasses dans la toundra, 1955 - no 90 - Henri Dimpre.
457. Jules Verne : Cinq Semaines en ballon, 1951, 1977 - Henri Dimpre puis Riou.
458. Jules Verne : Les Cinq Cents Millions de la Bégum, 1976 - no 360 - François Batet.
459. Jules Verne : De la Terre à la Lune, 1961 - no 213 - François Batet.
460. Jules Verne : Deux ans de vacances, 1960, 1974 - no 190 - François Batet.
461. Jules Verne : L'Île mystérieuse, 1976 - Illustrations de la première version éditée par Hetzel.
462. Jules Verne : Les Indes noires, 1971 - no 377 - Tibor Csernus.
463. Jules Verne : Mathias Sandorf, 1963 - no 252 - François Batet.
464. Jules Verne : Michel Strogoff (2 tomes), 1953, 1959, 1977 - no 48 et no 49 - Jean Reschofsky.
465. Jules Verne : Le Phare du bout du monde, 1962 - no 229 - François Batet.
466. Jules Verne : Le Rayon vert, 1978.
467. Jules Verne : Les Révoltés de la Bounty, 1966 - no 331 - Michel Jouin.
468. Jules Verne : Le Serpent de mer, 1976 - Georges Roux.
469. Jules Verne : Le Tour du monde en 80 jours, 1951, 1957, 1976 - no 4 - Henri Dimpre.
470. Jules Verne : Les Tribulations d'un Chinois en Chine, 1961 - no 201 - François Batet.
471. Jules Verne : Vingt Mille Lieues sous les mers (2 tomes), 1954, 1966, 1976 - no 75 et no 76 - Jean Reschofsky.
472. Olivier de Villas : Les Cloches de Corneville[14], 1974 - Paul Durand.
473. Colette Vivier : Le Voyage aux îles, 1954 - Albert Chazelle.
474. Claude Voilier : Celle qu'on retrouvera, 1962 - no 232 - Jean Reschofsky.
475. Claude Voilier : Le Manoir des cinq preux, 1964 - no 260 - Jacques Fromont.
476. Lewis Wallace : Ben-Hur, 1955 - no 86 - François Batet. Réédité en 1960, 1977.
477. Green Ward : Les Aventures de Lady (d'après La Belle et le clochard), 1956 - no 113 - Illustrations de Walt Disney.
478. Lawrence E. Watkin : Les Trois Souhaits de Darby O'Gill[15], 1960 - no 198 - Walt Disney - Jean Reschofsky.
479. E. B. White : Les Aventures de Narcisse, 1957 - no 134 - Jacques Poirier.
480. Henry Winterfeld : L'Affaire Caïus, 1979 - François Bourgeon.
481. Henry Winterfeld : Les Enfants de Timpelbach, 1957 - Jacques Pecnard.
482. Francis Yeats-Brown : Les Trois Lanciers du Bengale, 1955 - no 83 - Jean Reschofsky.